# Mis primeras grabaciones
Mis primeras grabaciones è l'album di debutto del gruppo musicale Selena y los Dinos, pubblicato il 16 luglio 1984 negli Stati Uniti dall'etichetta discografica Freddie Records, e poi ripubblicato nel 1995 in Gran Bretagna, Germania, Canada, e Italia.

## Tracce
1. Ya se va – 3:29 (Jorge Antonio Ramírez)
2. Cruzaré la montaña – 3:15 (Juan H. Barrón)
3. Se acabó aquel amor – 3:26 (Abraham Quintanilla Jr.)
4. Yo lo sé que tú te vas – 3:24 (Juan Gabriel)
5. Parece que va a llover – 2:53 (Antonio Matas)
6. Tres veces no – 2:49 (C. Blanes)
7. Give Me One More Chance – 3:24 (A.B. Quintanilla)
8. Tú, solamente tú – 2:56 (Pendiente)
9. Lo tanto que te quiero – 3:39 (Abraham Quintanilla Jr.)
10. Call Me – 3:06 (A.B. Quintanilla)

Durata totale: 32:21

## Singoli
- Ya se va (1983)
- Se acabó aquel amor (1983)
- Tres veces no (1983)